# シンナミルアルコールデヒドロゲナーゼ
シンナミルアルコールデヒドロゲナーゼ（cinnamyl-alcohol dehydrogenase, CAD）は、次の化学反応を触媒する酸化還元酵素である。
シンナミルアルコール + NADP+ {\displaystyle \rightleftharpoons } シンナミルアルデヒド + NADPH + H+
反応式の通り、この酵素の基質はシンナミルアルコールとNADP+、生成物はシンナムアルデヒドとNADPHとH+である。
組織名はcinnamyl-alcohol:NADP+ oxidoreductaseである。